# 皇甫真
皇甫真（?—?），字楚季，安定郡朝那县（今宁夏回族自治区固原市彭阳县）人，十六国时期前燕官员。

## 生平
皇甫真是西晋大司农卿皇甫陶的后裔 ，西晋末投奔慕容廆。皇甫真年方弱冠，慕容廆以高才任命他为辽东国侍郎。333年，慕容皝嗣位，迁平州别驾。当时百姓劳悴，他上疏劝谏宽减岁赋，不合旨意而免官。337年，前燕建立，皇甫真任冗骑常侍。后以破后赵将领麻秋有功，授奉车都尉，先后任辽东郡、营丘郡二郡太守。348年，慕容儁继位，入为典书令。后从慕容评攻取邺城，352年十一月十二日，右司马皇甫真为尚书左仆射。360年，慕容儁临终，皇甫真与慕容恪共受顾命辅佐慕容暐，慕容暐即位，慕舆根谋乱，皇甫真受命收慕舆根等斩杀。365年四月初九，侍中、光禄大夫皇甫真为司空，兼中书监。367年十二月，太尉建宁敬公阳骛去世，以司空皇甫真为侍中、太尉。“真性清俭寡欲，不营产业，饮酒至石余不乱。”前燕末年，政治腐败，前秦苻坚派人观察，归报：“燕朝无纲纪，实可图之。鉴机识变，唯皇甫真耳。”前秦苻坚灭前燕，迁入关中，深得王猛赏识，为前秦奉车都尉。数年后卒。

## 延伸阅读
[在维基数据编辑]
 《晉書/卷111》，出自房玄齡《晉書》